# Asynchroniczność
Asynchroniczność, transmisja asynchroniczna (ang. asynchronic, asynchronous transmission) – przeciwieństwo synchroniczności, a także sposób przesyłania danych pozwalający na nieregularne ich wysyłanie, przy czym początek i koniec transmisji oznaczane są wydzielonym (ustalonym) symbolem. Transmisja asynchroniczna jest znacznie bardziej elastyczna od transmisji synchronicznej, choć w przypadku łączy danych może ograniczać nieco użyteczne pasmo (przepustowość) łącza.